# جوغني (غرمسار كرمان)
جوغني (بالفارسية: جوغنی) هي قرية تقع في إيران في قسم غرمسار الریفي.